# Tomasz Zwoliński
Tomasz Zwoliński – polski scrabblista i triathlonista, czterokrotny mistrz Polski w scrabble. Uważany jest za jednego z najlepszych zawodników w historii polskich rozgrywek. Jako jedyny zdobył Puchar Polski i mistrzostwo Polski w tym samym roku (1996). Zwoliński zajmował miejsce na podium w oficjalnych turniejach PFS 178 razy (75 razy wygrywając), co czyni go liderem w klasyfikacji medalowej wszech czasów.